# Per Bengtson
Per Bengtson (i riksdagen kallad Bengtson i Glösbo), född 15 mars 1867 i Rengsjö, död 29 december 1948 i Bollnäs, var en svensk handelsman och politiker (liberal). 
Per Bengtson, som var son till en lantarbetare, var riksdagsledamot i andra kammaren från den 22 januari 1910 till 1911 års utgång för Sydöstra Hälsinglands domsagas valkrets. I riksdagen tillhörde han Frisinnade landsföreningens riksdagsgrupp Liberala samlingspartiet. Han var suppleant i andra kammarens andra tillfälliga utskott 1910–1911 och i andra särskilda utskottet 1911.